# Gustavo Torner
Gustavo Torner de la Fuente (ur. 13 lipca 1925 w Cuenca) – hiszpański malarz i rzeźbiarz, członek Królewskiej Akademii Sztuk Pięknych św. Ferdynanda.
Artysta-autodydakta, obok Gerarda Ruedy i Fernanda Zóbela tworzy tzw. escuela conquense (szkołę z Cuenki). Ta szkoła była jedną z pierwszych inicjatyw wprowadzających w Hiszpanii nowe nurty sztuki współczesnej w latach 60. XX wieku. Dzięki niej powstało Museo de Arte Abstracto Español de Cuenca, którego Torner był współzałożycielem. Jest autorem płócien, rycin, kolaży, rzeźb i fotografii. W 2016 zdobył Premio Nacional de Arte Gráfico.